# جون هوسكينز ستون
جون هوسكينز ستون هو سياسي أمريكي، ولد في 1750 في مقاطعة تشارلز في الولايات المتحدة، وتوفي في 5 أكتوبر 1804 في أنابولس في الولايات المتحدة. نشط حزبياً في الحزب الفيدرالي الأمريكي. وقد انتخب عضو مجلس النواب لولاية ماريلند ‏ وانتخب حاكم ماريلاند ‏ (14 نوفمبر 1794 – 17 نوفمبر 1797).